# Physalaemus lateristriga
Physalaemus lateristriga é uma espécie de anfíbio da família Leptodactylidae. Endêmica do Brasil, pode ser encontrada nos estados de São Paulo, Paraná e Santa Catarina.
Considerada um sinônimo de Physalaemus olfersii desde 1882, foi revalidada à categoria de espécie distinta em 2010.